# 佩頓·邁耶
佩頓·邁耶（Peyton Meyer，1998年11月24日—）是美國的一位演員。他最著名的作品是在迪士尼頻道電視劇女孩看世界中飾演Lucas Friar角色。